# Wincenty Herse
Wincenty Jarosław Herse (ur. 26 marca 1894 w Warszawie, zm. 18 listopada 1923 tamże) – porucznik artylerii Wojska Polskiego, kawaler Orderu Virtuti Militari.

## Życiorys
Urodził się 26 marca 1894 w Warszawie, w rodzinie Adama (1850–1915), kupca, i Joanny z Temlerów (1860–1943). Był bratem Wandy (1885–1958), Stanisława Jerzego (1888–1914), doktora praw i nauk społecznych, Jana Tomasza (1890–1941), porucznika artylerii rezerwy i Karola (1898–1979), porucznika artylerii rezerwy. 
Po ukończeniu szkół wziął czynny udział w pracach „Sokóła”. Po opuszczeniu Warszawy przez Rosjan (1 sierpnia 1915) wstąpił w szeregi Straży Obywatelskiej. Pełnił funkcję technicznego pomocnika komisarza, a następnie organizował na wsi ochotniczą straż ogniową. W 1918 wziął udział w rozbrajaniu Niemców po czym wstąpił do Wojska Polskiego. W kwietniu 1919 w szeregach II plutonu 1 baterii artylerii konnej wziął udział w wyprawie wileńskiej. 19 kwietnia w walkach o Wilno doznał, tragicznego w następstwach, obrażenia kręgosłupa na skutek uderzenia przez cofające się przy strzale działo. Następnego dnia, mimo cierpień, walczył dalej. Po zranieniu wszystkich oficerów pomagał podchorążemu Ksaweremu Floryanowiczowi w kierowaniu ogniem plutonu, przyczyniając się do opanowania miasta. Za ten czyn został wymieniony w rozkazie dowódcy grupy jazdy ppłk. Władysława Belina-Prażmowskiego, a później odznaczony Orderem Virtuti Militari. Po wojnie ukończył Centralną Szkołę Jazdy w Grudziądzu.
1 czerwca 1921 pełnił służbę w 1 Dywizjonie Artylerii Konnej w Górze Kalwarii. W kwietniu 1922 został przeniesiony do nowo utworzonego 10 Dywizjonu Artylerii Konnej w Jarosławiu. 3 maja 1922 został zweryfikowany w stopniu podporucznika ze starszeństwem z 1 sierpnia 1920 i 257. lokatą w korpusie oficerów artylerii. Później został ponownie przeniesiony do 1 dak w Warszawie. 12 lutego 1923 Prezydent RP Stanisław Wojciechowski awansował go z dniem 1 stycznia 1923 na porucznika ze starszeństwem z 1 czerwca 1922 i 3. lokatą w korpusie oficerów artylerii. Zmarł 18 listopada 1923 w Szpitalu Mokotowskim w Warszawie, w następstwie ran odniesionych w walkach o Wilno.
Wincenty był żonaty z Jadwigą Stefanią z Kiełkiewiczów (1894–1958), działaczką niepodległościową, odznaczoną Medalem Niepodległości, z którą miał dwóch synów: Jerzego Tomasza (1917–1976) i Tomasza Jarosława (1918–1985), inżyniera, porucznika broni pancernych rezerwy, żołnierza Polskich Sił Zbrojnych na Zachodzie.

## Ordery i odznaczenia
- Krzyż Srebrny Orderu Wojskowego Virtuti Militari nr 3299[15][16][17]
- Krzyż Walecznych[9]